# Biała flota w Polsce

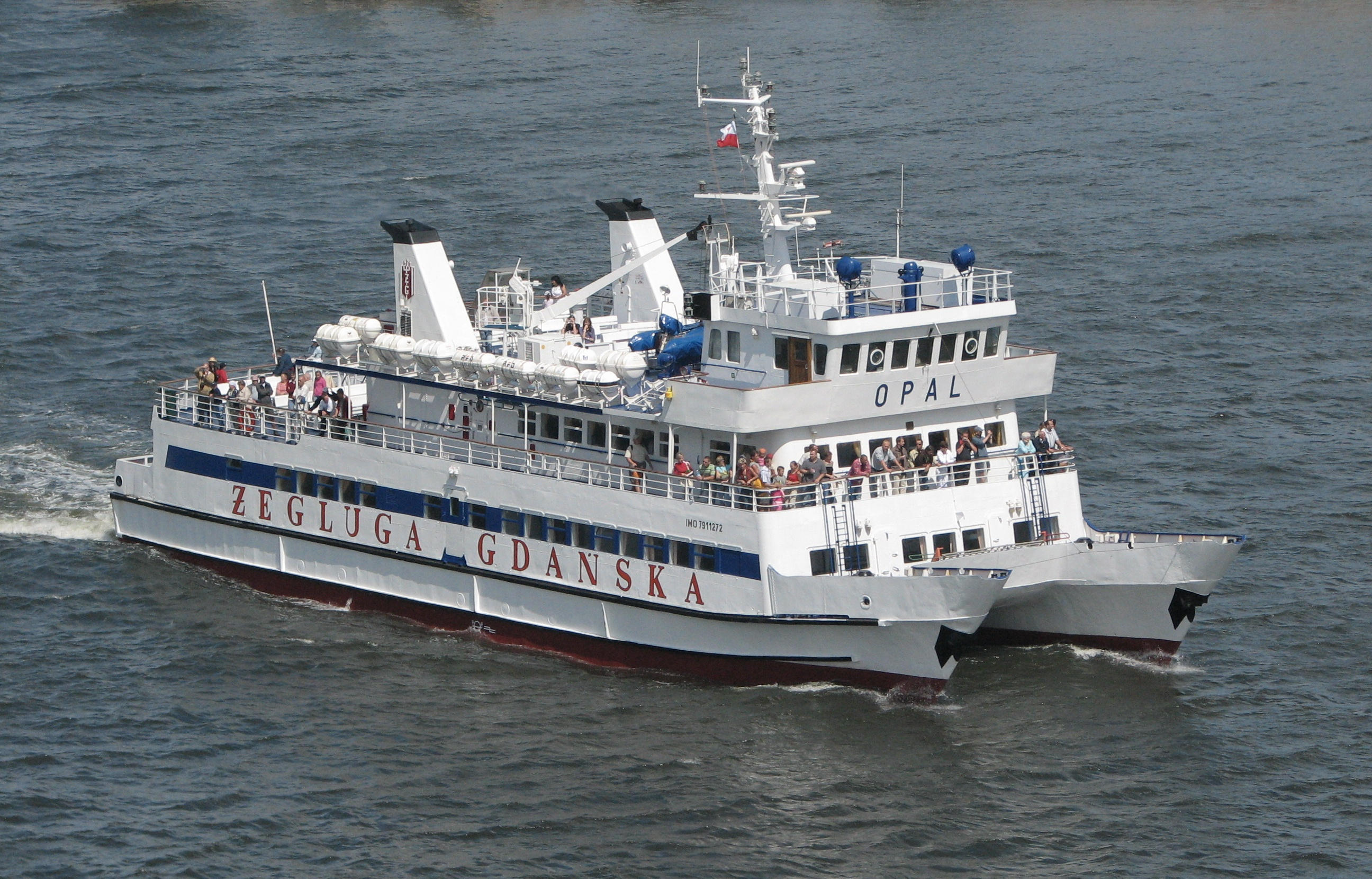
Katamaran Żeglugi Gdańskiej – „Opal”

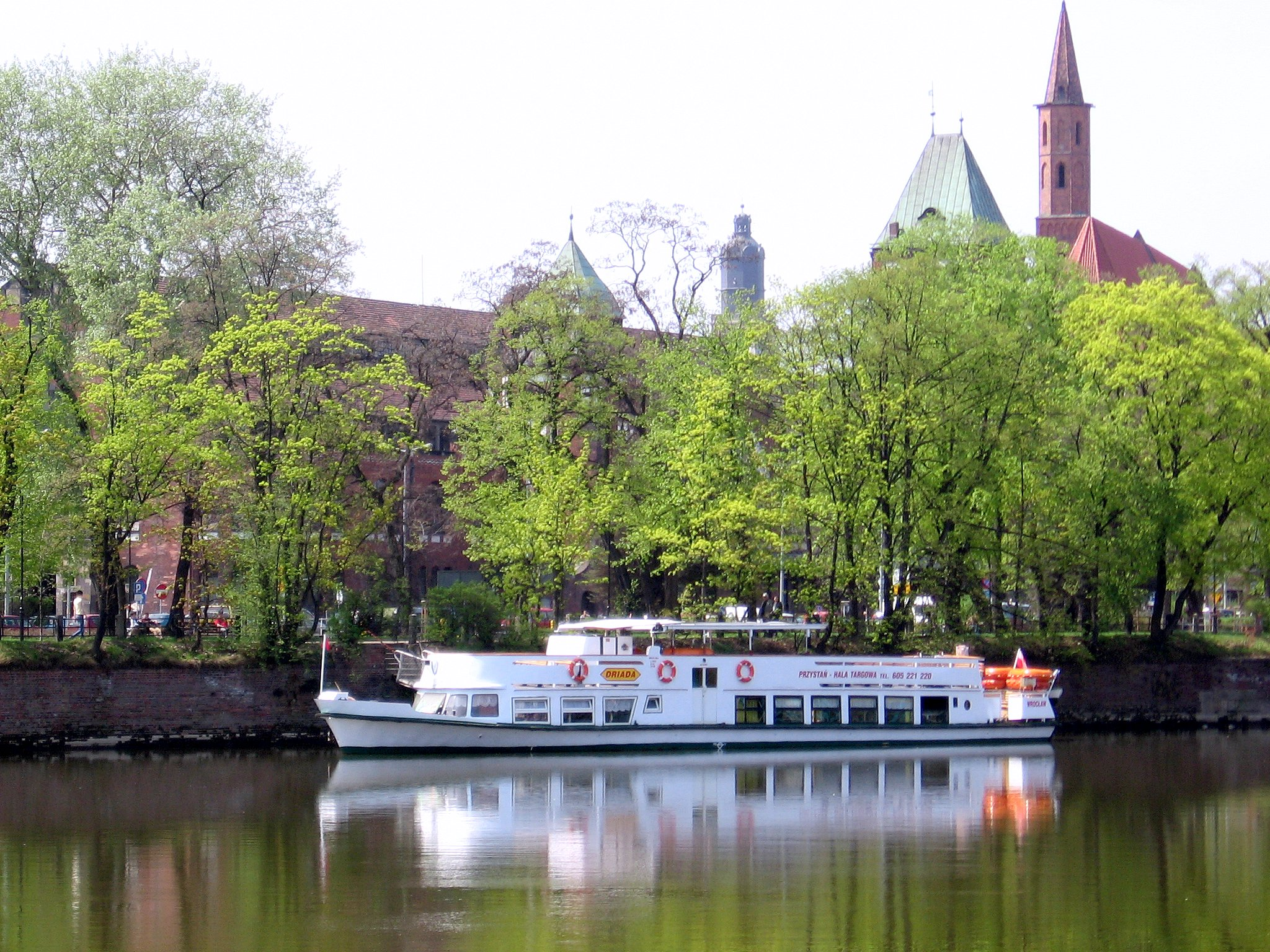
Statek białej floty „Driada” na Odrze we Wrocławiu

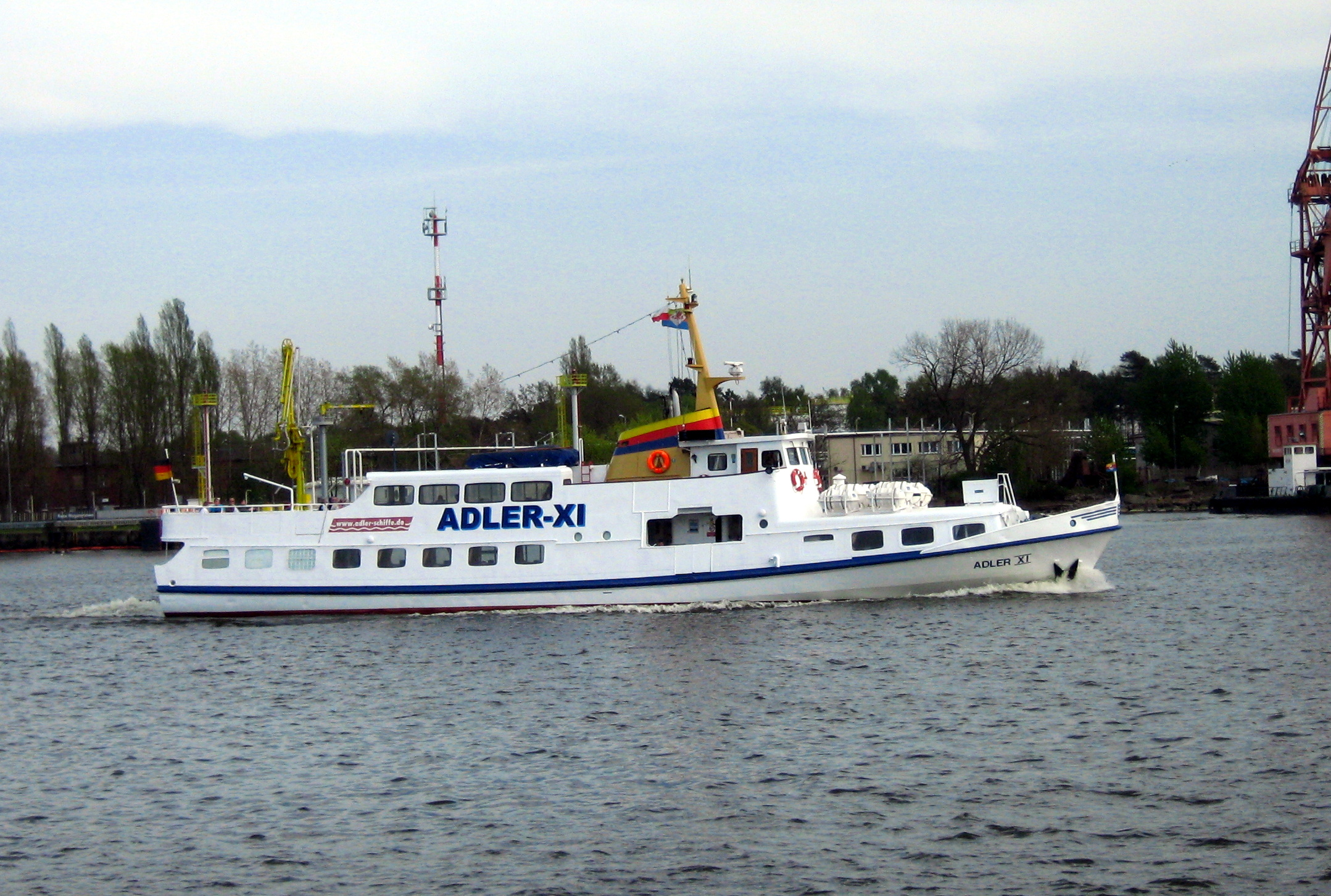
Statek niemieckiej białej floty w Świnoujściu

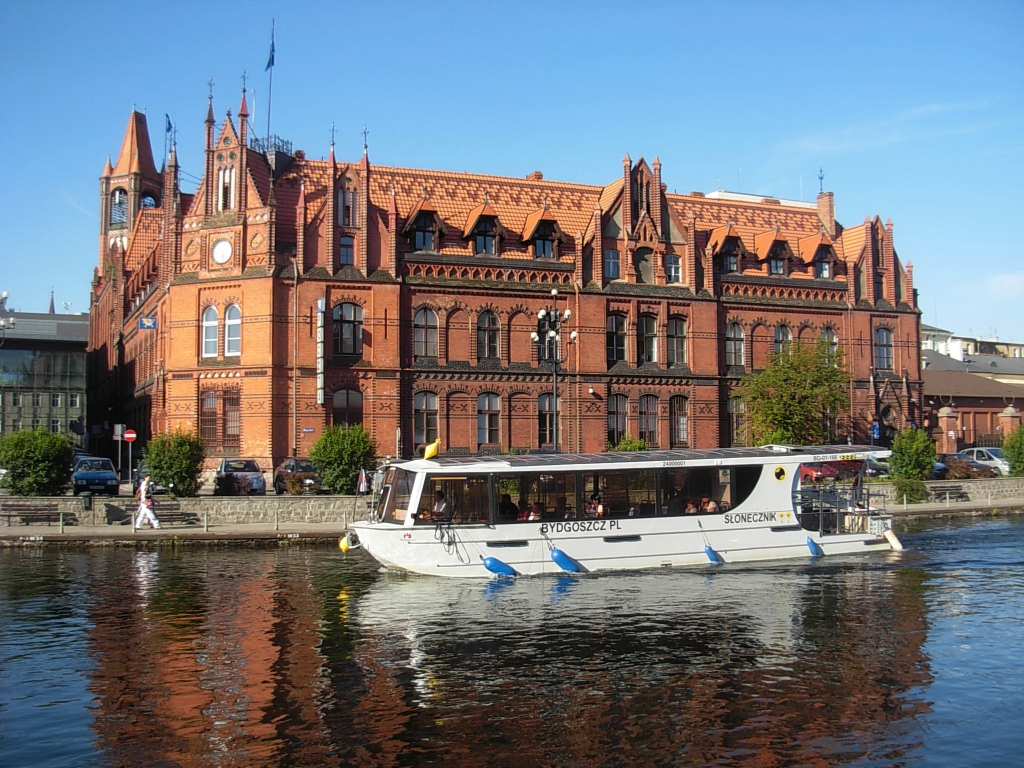
Tramwaj wodny w Bydgoszczy

Biała flota – pojęcie określające małe statki pasażerskie żeglugi przybrzeżnej lub śródlądowej realizujące następujące zadania:
- organizowanie rejsów wycieczkowych do obcych portów (np. do Rønne i Nexø na Bornholmie), po akwenach portowych (Gdynia, Gdańsk, Szczecin)
- utrzymywanie liniowych połączeń pasażerskich pomiędzy nadmorskimi miejscowościami (np.: Szczecin–Świnoujście, Gdynia–Hel)
- utrzymywanie regularnych połączeń oraz organizowanie przejażdżek po zalewach, rzekach, kanałach śródlądowych oraz dużych jeziorach (np.: na trasie Elbląg–Krynica Morska–Frombork, po Brdzie, po Odrze we Wrocławiu)
- organizowanie rejsów spacerowych (przejażdżki w morze z Ustki, Darłowa, Łeby)
- utrzymywanie połączeń promowych (przeprawa promowa w Świnoujściu)
- organizowanie rejsów umożliwiających zakupy w sklepach wolnocłowych znajdujących się na statku (trasy Gdańsk–Bałtijsk Elbląg–Królewiec, Altwarp–Nowe Warpno)
- czarterowanie statków oraz organizowanie konferencji, imprez, rejsów okolicznościowych

Określenie to używane jest również w Niemczech (niem. Weiße Flotte) i występuje w nazwach kilku armatorów śródlądowych uprawiających ten sam typ żeglugi, choć nie jest tak jednoznacznie rozpoznawalne jak w Polsce.

## Początki białej floty (1927–1939)

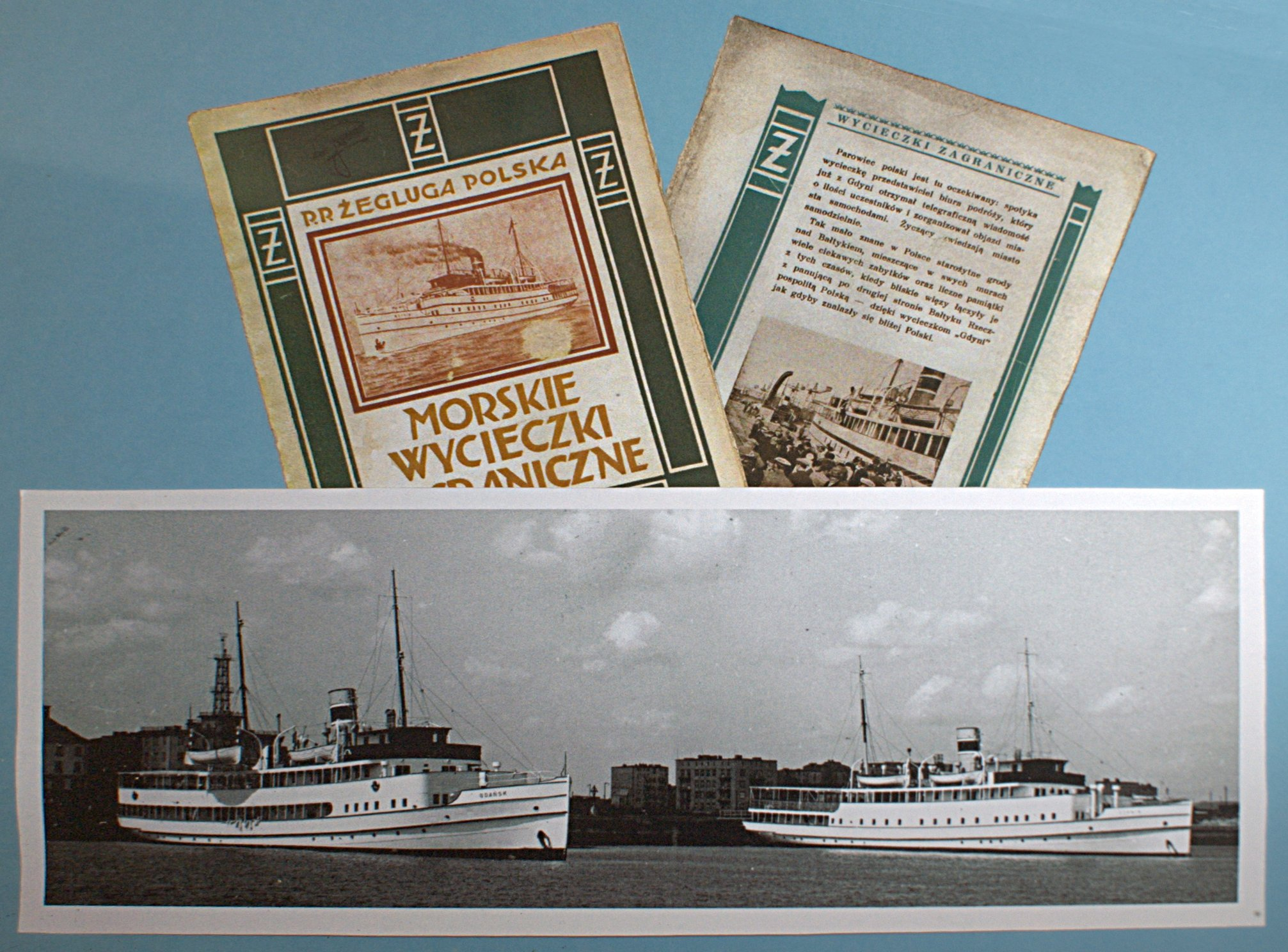
Statki „Gdańsk” i „Gdynia” w Gdyni

Pierwszym polskim statkiem przeznaczonym do żeglugi turystyczno-wycieczkowej był parowiec SS „Gdańsk” zbudowany w stoczni w Gdańsku. 19 czerwca 1927 roku w Tczewie w obecności ministra Eugeniusza Kwiatkowskiego oraz żony i córek Marszałka Polski Józefa Piłsudskiego podniesiono na nim polską banderę. Statek ten w odróżnieniu od innych jednostek marynarki handlowej, których kadłuby malowano na czarno, był całkowicie biały. W swój pierwszy rejs wyszedł tego samego dnia do Gdyni. Miesiąc później dołączył do niego bliźniaczy SS „Gdynia”. Oba statki powstały dzięki zamówieniu rządowemu i miały być narzędziem do propagowania turystyki morskiej wśród obywateli Rzeczypospolitej. Wcześniej urlopowicze korzystali z okazjonalnie przystosowanych łodzi rybackich oraz statków gdańskich. Następnie dokupiono stary bocznokołowiec „Hanka” i rok później zbudowane w Wielkiej Brytanii mniejsze parowce nazwane na cześć córek marszałka „Jadwiga” oraz „Wanda”. Wszystkie te statki na wzór pierwszego „Gdańska” były pomalowane na biało, dlatego też w 1928 roku po raz pierwszy zostały nazwane białą flotą. Do dziś ten termin jest dla Polaków synonimem przybrzeżnej żeglugi turystycznej.
Największe jednostki „Gdańsk” i „Gdynia” rozpoczęły rejsy po całym Bałtyku docierając nawet do Norwegii, mniejsze „Wanda” i „Jadwiga” od 1 lipca 1928 roku rozpoczęły regularne rejsy po Zatoce Gdańskiej oraz na liniach do Helu i Gdańska, najstarsza „Hanka” musiała się zadowolić najkrótszymi rejsami do przystani w Orłowie. Ta ostatnia jednostka nie pozostawała długo w służbie, gdyż już w 1931 roku została oddana na złom.
Podróże białą flotą cieszyły się ogromnym zainteresowaniem, z tego też względu dokupiono wycieczkowe motorówki portowe: „Jaś”, „Małgosia”, „Rekin”, „Delfin”, „Gryf”. Powstało też polskie prywatne przedsiębiorstwo Vistula, które uruchomiło linię na trasie Warszawa–Tczew–Gdańsk–Gdynia obsługiwaną przez parowiec „Carmen” (również pomalowany na biało). Większe okręty flagowe („Gdynia”, „Gdańsk”) zawijały w tym czasie m.in.: do: Kopenhagi, Visby, portów Bornholmu, Rygi, Tallinna, Helsinek oraz Sztokholmu. Pod koniec lat trzydziestych co roku biała flota przewoziła ponad 250 tysięcy pasażerów.

## Wojenna zagłada białej floty
Pod koniec sierpnia 1939 roku „Gdynia” i „Gdańsk” zostały zmobilizowane jako okręty–bazy dla flotylli pomocniczych trałowców. Oba statki nie dostały wojennego kamuflażu ani uzbrojenia obronnego. Już 2 września obie jednostki zostały zbombardowane przez niemieckie bombowce nurkujące Ju 87 Stuka w okolicach portu w Jastarni. „Gdynia” otrzymała cztery trafienia (trzy w bezpośredniej bliskości, jedno w śródokręcie), które rozerwały małą jednostkę. Zginęło od 35 do 70 ludzi wraz z kapitanem ż.w. Stanisławem Kosko. Na domiar złego do rozbitków otworzyły jeszcze ogień niemieckie samoloty. Podczas tego nalotu uszkodzeniu uległ bliźniaczy „Gdańsk”. Wobec bezcelowości oraz niemożliwości jakichkolwiek napraw, dwa dni później statek ten został zatopiony przez swoją załogę. „Wandę” również zatopiła własna załoga w celu zablokowania wejścia do ówczesnego Basenu Prezydenta w gdyńskim porcie. Reszta białej floty została przejęta przez okupanta i służyła mu jako holowniki lub motorówki.

## Kontynuacja tradycji białej floty

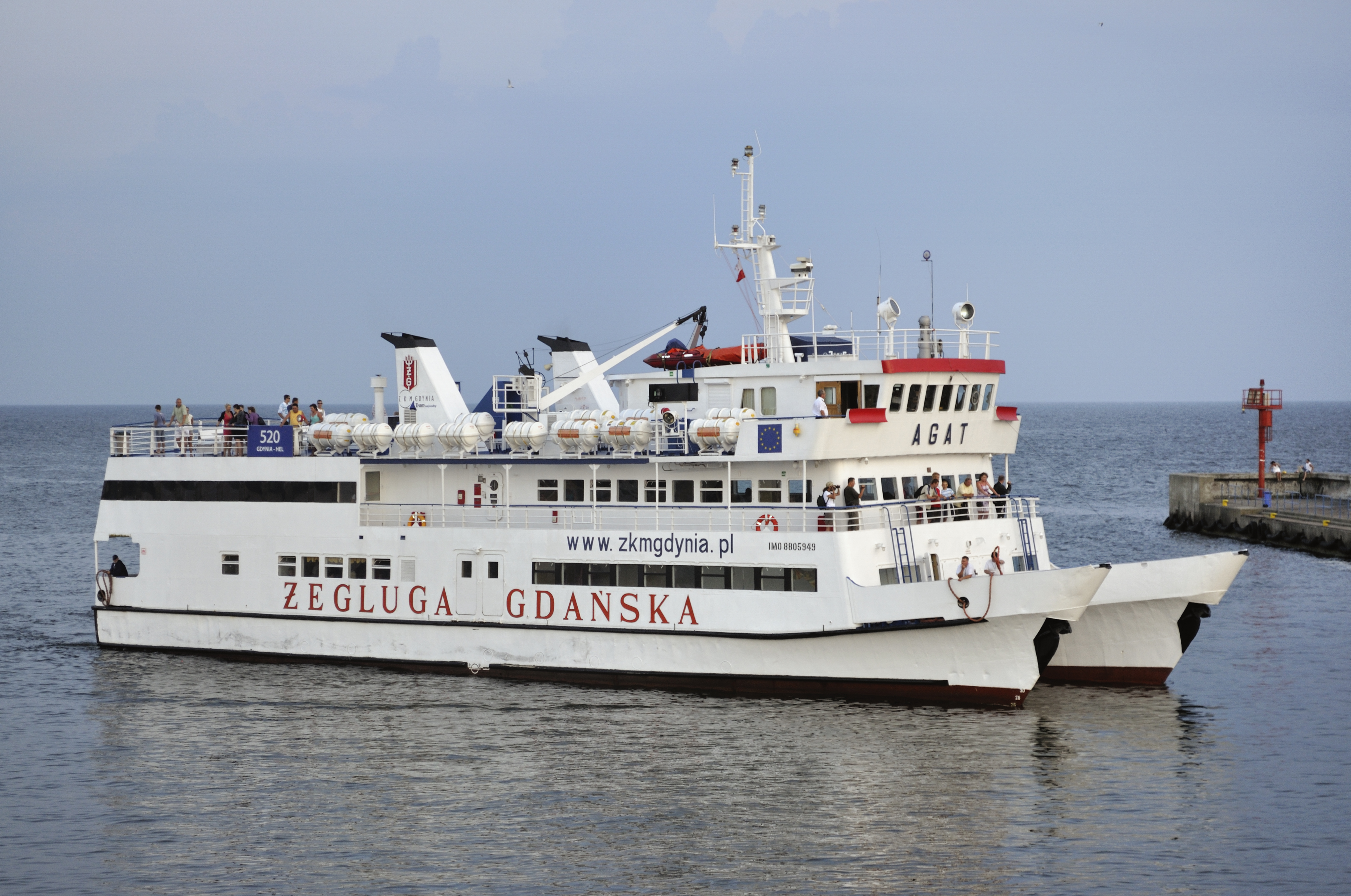
Katamaran „Agat” w porcie w Helu

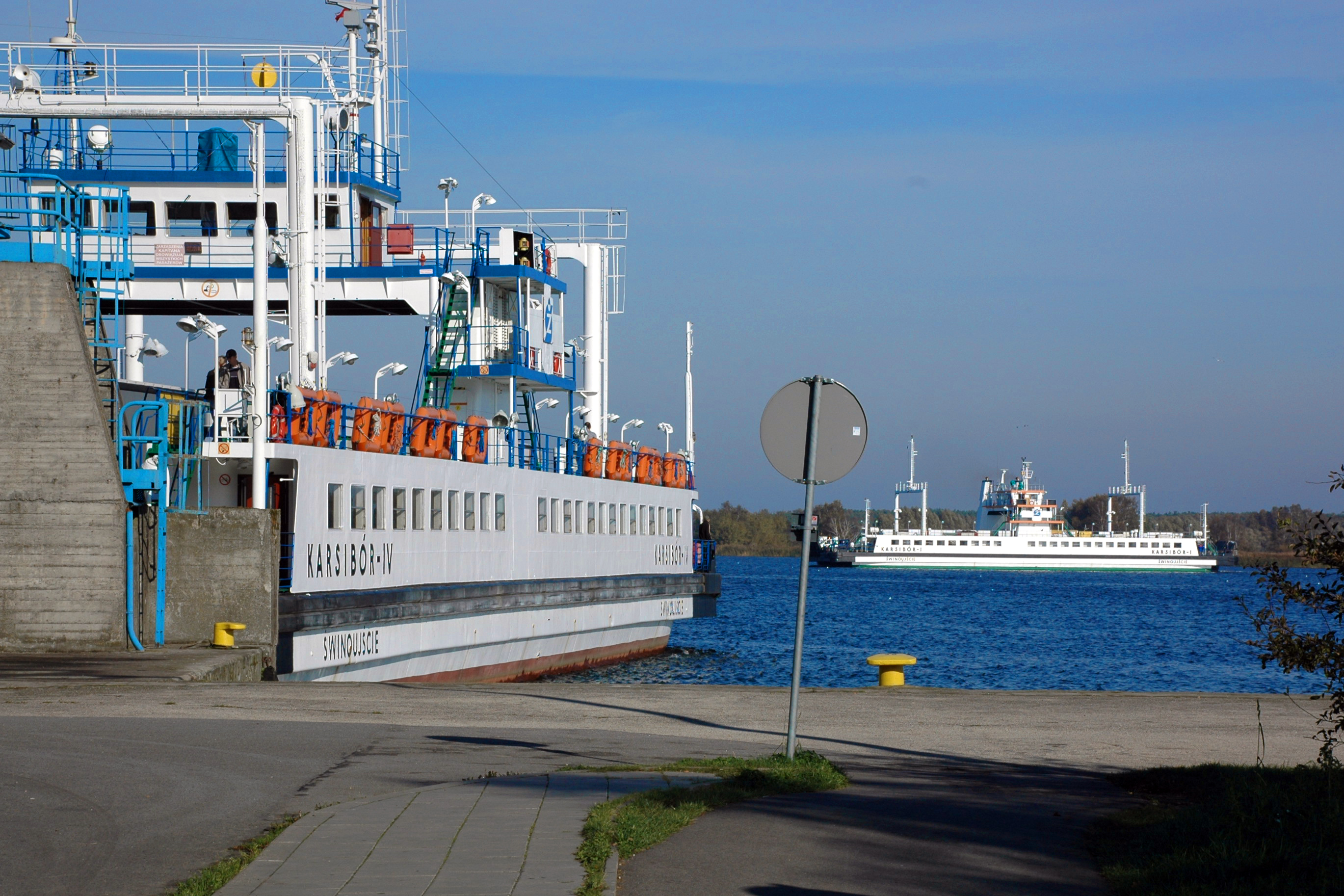
Promy w Świnoujściu

Po zakończeniu II wojny światowej ocalałe jednostki rewindykowano z Niemiec, a zatopioną we wrześniu 1939 roku „Wandę” wydobyto i poddano remontowi. W roku 1946 powstało przedsiębiorstwo armatorskie Żegluga Gdańska, które przejęło tradycje przedwojennej białej floty. W 1948 roku oba statki noszące imiona córek Piłsudskiego przemianowano: „Jadwigę” na „Annę”, a „Wandę” na „Barbarę”. 26 lipca 1949 roku „Anna” uległa kolizji z tureckim statkiem i zatonęła z 11 osobami. Niedługo potem wydobyto tę jednostkę zmieniając nazwę na „Halina”, a następnie na „Zofia”. Obie już bez nieszczęśliwych wypadków przetrwały do połowy lat sześćdziesiątych XX wieku wraz z motorówkami „Jasiem” i „Małgosią”.
Resztę taboru białej floty zwiększono doraźnie przebudowanymi statkami lub okrętami wojennymi. Powstały w ten sposób: „Olimpia”, „Wanda”, „Julia”, „Panna Wodna” oraz „Piast”. Klimatu do uprawiania turystyki morskiej nie było, a sama żegluga odbywała się jedynie po Zatoce Gdańskiej i Zalewie Szczecińskim. W roku 1956 decyzją ministra żeglugi powstał – przez połączenie dwóch ekspozytur działających na zachodnim wybrzeżu Żeglugi Gdańskiej – drugi armator, Żegluga Szczecińska.
Na wodach Szczecina eksploatowane były, poza przedwojennymi, także statki poniemieckie, z których istotniejsze role odegrały „Diana” (ex- „Preussen”, przed wojną pływający po Zalewie Wiślanym), eksploatowana do roku 1961, oraz „Telimena” („ex- Borussia”, zbudowana w 1906 r.), która pływała po wymianie silnika parowego na wysokoprężny aż do lat siedemdziesiątych XX w. jako ostatni ze starych statków pasażerskich na polskim wybrzeżu. W 1960 roku sprowadzono z Węgier dwie jednostki („Juliszka” i „Margitka”), które w latach 1960–1963 funkcjonowały jako tramwaje wodne w Szczecinie, a następnie zostały przejęte przez Żeglugę Szczecińską. „Margitkę” w 1971 roku zakupiły władze miasta Kruszwica i tamtejszy oddział PTTK. Po remoncie i przemianowaniu na „Rusałka” statek rozpoczął rejsy wycieczkowe po jeziorze Gopło.
Dopiero w latach sześćdziesiątych zbudowano liczną serię statków dwóch typów przeznaczonych do żeglugi wycieczkowej przybrzeżnej. Pierwsze z nich określone zostały jako typ Sz-600, kształt kadłuba oparty był na projekcie niemieckich trałowców, statki miały po dwie śruby i po dwa silniki „Wola” o łącznej mocy 600 KM. Prototypem serii była „Lilla Weneda”, kolejne nosiły również nazwy z utworów literackich Juliusza Słowackiego, a potem również Adama Mickiewicza: „Roza Weneda”, „Balladyna”, „Alina”, „Ellenai”, „Judyta”, „Laura”, „Aldona”, „Maryla”, i „Grażyna”. Kolejne statki tej serii, najpierw „Anna” i „Dorota”, a potem dalsze – „Joanna”, „Natalia”, „Monika”, „Helena”, „Salomea”, i „Ewa” należały już do typu Sz-390 i miały słabsze, ale bardziej ekonomiczne silniki „Skoda” o łącznej mocy 390 KM. Z jednostek tych, uważanych za jedne z najładniejszych konstrukcyjnie statków żeglugi przybrzeżnej w Europie, wyróżniała się „Ewa,” przystosowana do roli jednostki reprezentacyjnej (dla mniejszej ilości pasażerów, za to o lepszych warunkach w części pasażerskiej, m.in. ze specjalną werandą), na której wysoko postawieni oficjalni goście PRL odbywali wycieczki po polskich portach.
Kolejną serią były mniejsze statki typu PP-120: „Magda”, „Jagna”, „Balbina”, „Regina”, „Olga”, „Fafik” i „Filutek,” które mogły przewozić do 200 osób. Były wyposażone w silniki „Puck” o mocy 120 KM i miały jedną śrubę. Ich cechami charakterystycznymi były duża nadbudówka (pokład słoneczny był na jej dachu) i okrągła rufa. Obie wymienione serie statków zbudowała Stocznia Rzeczna w Gdańsku.
Jeszcze jedną serią statków były budowane w Stoczni Rzecznej w Tczewie, a później również w Stoczni Rzecznej w Gdańsku, jednostki projektowane na wody śródlądowe, typu SJD (Statek Jeziorowy Duży). Były one wyraźnie niższe od statków z Pleniewa, gdyż budowane były z myślą o przechodzeniu pod mostami, stąd żartobliwe określenia „patelnie” albo „naleśniki”. Miały jedną śrubę i silnik „Skoda” o mocy 190 KM. Pięć z nich trafiło na Wielkie Jeziora Mazurskie („Śniardwy”, „Mamry”, „Roś”, „Tałty” i „Bełdany”), pięć do Trójmiasta („Małgorzata”, „Danuta”, „Marta”, „Elżbieta” i „Anita”) a jeden („Agata”, od 2005 r. noszący nazwę „Daria”) do Szczecina.
Natomiast największym statkiem polskiej Białej Floty była zbudowana w 1967 r. w stoczni „Wisła” „Halka”, statek o wyporności 470 ton, przeznaczony – z uwagi na zanurzenie wynoszące 2,5 m – wyłącznie na Zatokę Gdańską i mieszczący 350 pasażerów (na morskich wodach przybrzeżnych, na Zatoce Gdańskiej nawet 500). Statek taki powstał tylko jeden.
W 1965 r. Stocznia Rzeczna w Gdańsku zbudowała pierwszy polski wodolot o nazwie „Zryw-1”, zaprojektowany przez Lecha Kobylińskiego. Eksploatowany między Szczecinem i Świnoujściem, jako prototyp okazał się jednak nieco awaryjny i zrezygnowano z budowy kolejnych. Wodolot został następnie przejęty przez Marynarkę Wojenną i używany był dla jej potrzeb na trasie Gdynia – Hel. Natomiast w ZSRR kupiono następnie w celu odbywania tzw. rejsów zalewowo-zatokowych dwa rodzaje wodolotów: typów „Rakieta” i „Kometa”. Jednostki te utrzymywały regularne połączenia wahadłowe pomiędzy Trójmiastem a Helem oraz Szczecinem a Świnoujściem.
Swoje miejsce w historii Białej Floty ma też Ustka na środkowym wybrzeżu. Przed II wojną światową zawijał do Stolpmuende statek spacerowy „Hela”. Po wojnie zawijała do usteckiego portu także „Wanda”. W latach 1960–2000 w sezonie letnim z portu usteckiego wypływały w krótkie rejsy na Bałtyk co najmniej dwa statki typu „Lilla Weneda” – ms „Natalia” i ms „Helena”, a także dwa katamarany typu „Szmaragd” (w tym m/s „Opal”). Po roku 1989 w rejsy spacerowe po Bałtyku z turystami z głębi lądu zaczęli wychodzić m.in. usteccy rybacy na odpowiednio przebudowanych i przystosowanych do tego celu rybackich kutrach. Podejmowano także próby organizacji sezonowego, regularnego połączenia z duńską wyspą Bornholm, do której pływał krótko wyczarterowany w Norwegii katamaran „Salten”. Jedną z nowszych inicjatyw na tym polu było zatrudnienie na trasie na Bornholm sporego statku spacerowego „Lady Assa”. Z portu w Kołobrzegu w krótkie rejsy po Bałtyku wypływała w latach 60. i 70. „Dorota” (typu „Lilla Weneda”).
Lata 1975–1985 były okresem świetności wyżej wymienionych armatorów. Czas ten też ugruntował pojęcie białej floty jako przybrzeżnej żeglugi pasażerskiej. Właśnie w tym okresie wybudowano ostatnie cztery jednostki dla Żeglugi Gdańskiej – katamarany: „Szmaragd” (obecnie: „Rubin”), „Opal”, „Szafir” oraz „Agat”.
Po roku 1985 nastąpił kryzys w tego typu żegludze. Pogłębił się on jeszcze po 1989 roku. Na rynek weszli obcy armatorzy, Polacy z opóźnieniem zareagowali na inne oczekiwania pasażerów i realia nowych warunków ekonomicznych. Między innymi w 1997 Żegluga Szczecińska przekazała swój tabor koncentrując się tylko na przewozach w żegludze śródlądowej. W obecnej chwili pozostał tylko jeden spadkobierca przedwojennej białej floty – Żegluga Gdańska, ale z tym terminem będzie kojarzony każdy statek pasażerski żeglugi przybrzeżnej i śródlądowej (mały wycieczkowiec, wodolot, prom, tramwaj wodny). W 2008 roku kilka statków Żeglugi Gdańskiej wyczarterowały Zarządy Transportu Miejskiego w Gdyni i Gdańsku i uruchomiły połączenia na trasach: Gdynia-Jastarnia, Gdynia-Hel, Sopot-Hel i Gdańsk-Hel, funkcjonujące jako tramwaje wodne.